# QQ飞车
（香港和台湾官方译为），是一款由天美工作室群開發、騰訊遊戲及Garena發行於Microsoft Windows、Android和iOS的3D卡丁车競速網路遊戲。

該遊戲的Windows版本於2008年1月23日公测。手遊版本在2017年12月27日在中國大陸地區及台灣、香港、澳門正式開放不刪檔測試，國際服（亞洲地區）則在2019年1月17日於台灣、香港、澳門、東南亞等地發布（越南地區2018年12月18日提前發布），在同年的7月22日，國際服（拉丁美洲地區）於墨西哥、巴西、哥倫比亞等地發布。手遊日版（爆走ドリフターズ）在同年11月14日由騰訊發布。
在中國大陸地區和日本地區由騰訊公司運營，中國大陸地區和日本地區以外則由Garena運營。

## 遊戲主要玩法
遊戲主要玩法為個人競速賽、3v3道具賽、3v3組隊競速賽、超限激鬥等多種模式，玩家人數一般為6人。

## 賽事

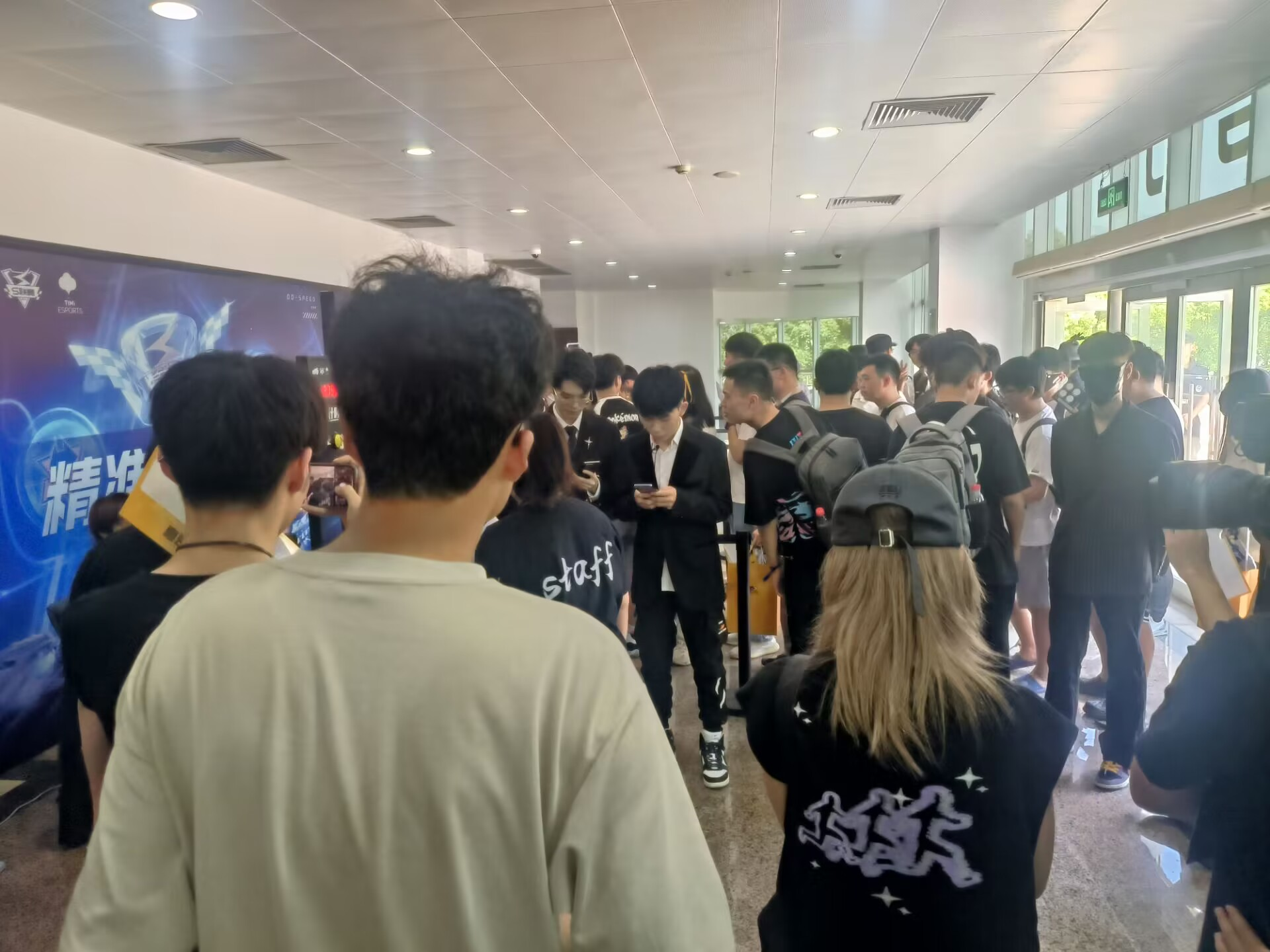
2024年S聯賽春季赛江苏太仓的赛事准备区

1. QQ飛車手遊S聯賽春季賽
2. QQ飛車手遊S聯賽秋季賽
3. QQ飛車手遊S聯賽年度總決賽
4. QQ飛車手遊全國車隊公開賽
5. QQ飛車亞洲盃
6. 極速領域 GSI 國際邀請賽 世界大賽
7. 誰是車王
8. SSC超級聯賽
9. 全民爭霸
10. TGA全國公開賽
11. QQ飛車賞金賽
12. 板車杯

## 历史
- 2008年1月23日，电脑平台中国国内版《QQ飞车》（QQ Speed）开启运营。
- 2017年7月5日，手机平台中国国内版《QQ飞车手游》（QQ Speed Mobile）開放CB測試。
- 2017年12月27日，手机平台中国国内版《QQ飞车》（QQ Speed Mobile）開放不刪檔OB服務。
- 2018年12月18日，手机平台越南版《極速領域》（Zingspeed Mobile）開放不刪檔OB服務。
- 2019年1月3日，手机平台國際版《Garena 極速領域》（Garena Speed Drifters）開放CB測試。
- 2019年1月17日，手机平台國際版《Garena 極速領域》（Garena Speed Drifters）開放不刪檔OB服務，版本同步越南，玩家帳號信息均與越南服互通。
- 2019年7月22日，手機平台拉美版《Garena 極速領域》（Garena Speed Drifters）開放不刪檔OB服務。
- 2019年11月14日，手機平台日本版《爆走ドリフターズ》（Bakusou Drifters）開放不刪檔OB服務。
- 2021年7月2日，手機平台中國國內板《QQ飞车手游》（QQ Speed Mobile）開放新車種-T級賽車
- 2023年6月13日，極速領域日服宣布結束營運

## 争议

### 抄袭问题
由于《QQ飞车》与《跑跑卡丁车》的界面与操作方式极其相似，加之众多玩家认为本作有抄袭的行为。所以跑跑卡丁车的游戏公司Nexon曾有考虑起诉腾讯的抄袭行为。但是任天堂也曾经表示Nexon的《跑跑卡丁车》有抄袭过任天堂的《马里奥赛车》系列，加上有《泡泡堂》起诉《QQ堂》却輸的一败涂地的案例，于是尽管双方玩家经常冲突，但双方官方最后都选择不予置评。。
而2019年7月，《跑跑卡丁车》中国大陆运营商世纪天成与腾讯合作，在中国大陆推出《跑跑卡丁车官方竞速版》，成为跑跑卡丁车系列长期存在的手机游戏，之前由NEXON或世纪天成制作的手游均因各种原因而被下架。该作不少元素与之前腾讯发行的《QQ飞车》手游版高度相似。这一手游同时存在世纪天成官网和腾讯官网两个官网。

## 外部連結
- 官方网站：電腦版、手機版、台灣